# Manuel José Gandarillas
Manuel José Gandarillas Guzmán (Santiago; 1789-ibídem, 24 de noviembre de 1846) fue un político chileno, partícipe del proceso de independencia y de organización de su país.   

## Biografía
Hijo de Santiago Fernández de Gandarillas y Romero, alto empleado de Hacienda, y de María del Carmen Guzmán Ibáñez. Estudió derecho en la Universidad de San Felipe. En 1814 se incorporó a la Academia de Práctica Forense y se le nombró interinamente secretario del cabildo de Santiago, habiendo participado en el proceso de independencia como tipógrafo en la Aurora de Chile.

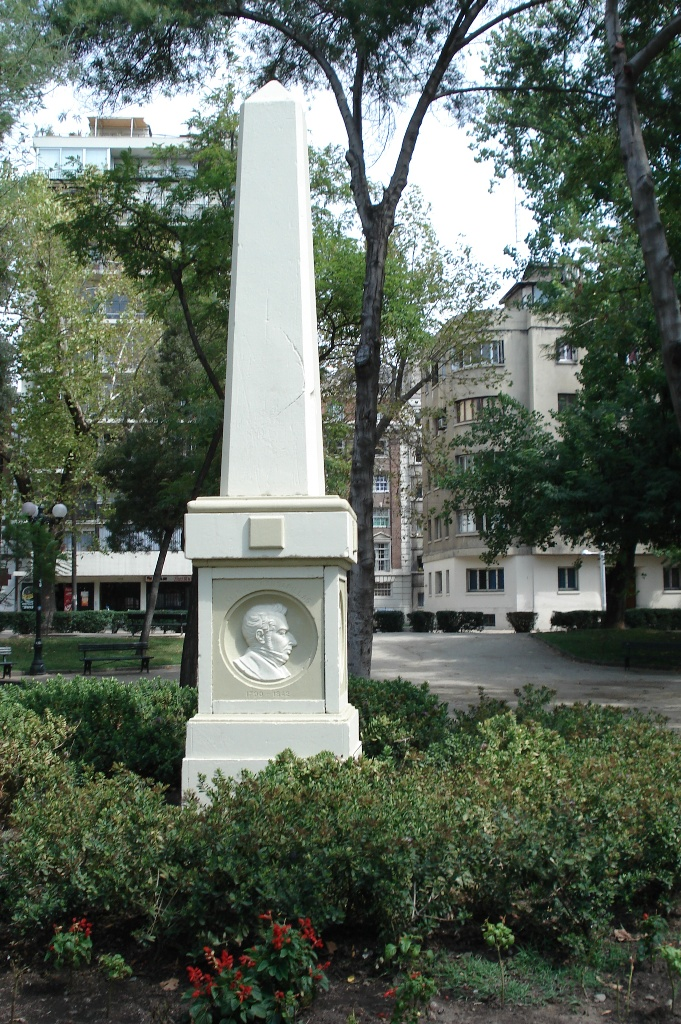
Monumento a los Escritores de la Independencia, dedicado a Manuel José Gandarillas, fray Camilo Henríquez, Manuel de Salas y José Miguel Infante, en el Parque Forestal de la ciudad de Santiago de Chile.

Tras el desastre de Rancagua debe emigrar a Mendoza, ejerciendo como relojero, para luego trasladarse a Buenos Aires donde fundó una imprenta y una fábrica de naipes, dando trabajo a muchos de los patriotas exiliados, entre ellos a Ramón Freire. Luego de la Batalla de Chacabuco, en 1818 regresó a Chile, pero su ferviente apoyo a Jose Miguel Carrera lo hacía sospechoso al gobierno de Bernardo O’Higgins, debiendo regresar a Buenos Aires, en donde fue perseguido y arrestado en un fuerte desde donde debió escapar.
Al tratar de regresar a su país en un buque inglés, éste fue arrojado por una tormenta hacia las islas Malvinas, dirigiéndose luego a Montevideo. Tras la caída de O’Higgins, regresó a Chile. A su llegada, Freire lo designó defensor de las temporalidades regulares, y después ministro de hacienda, ejerciendo hasta 1826 cuando fue promovido a Ministro del Interior y de Relaciones Exteriores.
Tras el fin del gobierno de Freire, se dedicó a la prensa, escribiendo en periódicos como El Constitucional, El Clamor del Pueblo y El Hambriento. También fundó su propio diario en 1829, llamado El Sufragante, crítico del gobierno de Francisco Antonio Pinto.
Conspiró decididamente durante la Guerra civil de 1829-1830, llegando a ser partícipe del nuevo gobierno, como miembro de la Gran Convención que redactó la Constitución de 1833.  
Llegó a ser electo diputado y senador en numerosas ocasiones, además de ministro integrante de la Corte Suprema, Auditor de Guerra y Director de la Academia de Práctica Forense.
Portales apodó a Gandarillas "El Tuerto".